# TimeShift
TimeShift is een first-person shooter computerspel ontwikkeld door Saber Interactive en uitgegeven door Sierra Entertainment op 30 oktober 2007 voor Microsoft Windows, Xbox 360 en PlayStation 3.

## Verhaal
Wetenschappers uit de nabije toekomst zijn begonnen met het bouwen van een tijdmachine. Het project werpt twee vruchten af, het Alpha Suit en Beta Suit. Het Beta Suit is een geüpgradede versie van de Alpha-versie en bevat onder andere een ingebouwde kunstmatige intelligentie en militaire bepantsering.
De projectleider, Dr. Aiden Krone, reist met de Alpha Suit het verleden in. Wanneer hij daar is, verandert hij de tijdslijn om zichzelf te kronen en heerser van de Krone Magistrate te maken.
Een andere wetenschapper, de hoofdpersoon, neemt het Beta Suit en reist achter de dokter aan naar 1939, naar een plek genaamd Alpha District. Tijdens de tijdsreis worden een aantal dingen in het pak beschadigd, waaronder de mogelijkheid om de tijdslijn te repareren. Hij wordt gedwongen om de Occupant Rebellion te helpen te vechten tegen Dr. Krone, om zo het Alpha Suit te bemachtigen en het Beta Suit te repareren.
Uiteindelijk wordt hij geconfronteerd door Dr. Krone, die zich in een gigantische oorlogsmachine bijna de Occupant Rebellion verslaat. De hoofdpersoon slaagt erin om de oorlogsmachine te vernietigen en vindt vervolgens Krone bewusteloos in het wrak. Hij dood Krone en repareert het pak. Vervolgens reist hij richting de originele tijdslijn om zijn vriendin te redden van de explosie die Krone veroorzaakte. Hij schakelt de bom uit en loopt op zijn vriendin af. Zij rijkt naar hem, maar terwijl hij zijn helm aan het afzetten is, waarschuwt de AI dat een tijdsparadox op het punt staat om te gebeuren. Vervolgens wordt hij weggehaald nog voordat hij zijn identiteit bekend kon maken aan haar.

## Gameplay
De kern van het spel is dat de speler de tijd kan besturen. Zo kan de speler de tijd verlangzamen, stopzetten of zelfs terugspoelen. Zo kan de speler bijvoorbeeld de tijd stopzetten om een raket te ontwijken. Tevens zijn deze vaardigheden nodig om de puzzels in het spel op te kunnen lossen. De kleur van de omgeving wordt ook aangepast aan de vorm van tijdsbesturing dat wordt gebruikt. Verlangzamen is blauw, terugspoelen is geel en de tijd stilzetten is wit.